# Liste der Baudenkmäler in Unterleinleiter
Auf dieser Seite sind die Baudenkmäler in der oberfränkischen Gemeinde Unterleinleiter zusammengestellt. Diese Tabelle ist eine Teilliste der Liste der Baudenkmäler in Bayern. Grundlage ist die Bayerische Denkmalliste, die auf Basis des Bayerischen Denkmalschutzgesetzes vom 1. Oktober 1973 erstmals erstellt wurde und seither durch das Bayerische Landesamt für Denkmalpflege geführt wird. Die folgenden Angaben ersetzen nicht die rechtsverbindliche Auskunft der Denkmalschutzbehörde.

## Baudenkmäler nach Gemeindeteilen

### Dürrbrunn
| Lage                   | Objekt          | Beschreibung | Akten-Nr.    | Bild            |
| ---------------------- | --------------- | --- | ------------ | --------------- |
| Am Geuder 4 (Standort) | Ehem. Schulhaus | Zweigeschossiger, verputzter Massivbau mit Walmdach, geohrten Rahmen und zwei Eingängen, von Bezirksbaumeister Schmidt, 1925 | D-4-74-168-8 | Ehem. Schulhaus |
| Am Geuder 4 (Standort) | Nebengebäude    | Im Winkel zum Schulhaus schmaler, eingeschossiger Walmdachbau, 1925                                                          | D-4-74-168-8 | BW              |

### Unterleinleiter
| Lage                                             | Objekt                                               | Beschreibung | Akten-Nr.    | Bild           |
| ------------------------------------------------ | ---------------------------------------------------- | --- | ------------ | -------------- |
| Am Schlossberg 1; Nähe Am Schlossberg (Standort) | Seckendorff-Schloss                                  | Seckendorff-Schloss, vierflügelige Anlage zwei- bis dreigeschossiger Massivbauten, teils mit Walmdach teils mit Mansardwalmdach, Westflügel mittelalterlich, Südflügel in kargem Rokoko, 1770; Nebengebäude, massiver Satteldachbau, 18. Jahrhundert; zweieinhalbgeschossiges Verwalterhaus im Rundbogenstil, massiv mit flach geneigtem Satteldach, 1847/48 von Johann Michael Knapp; Schlosspark mit Gartenparterre, Wirtschaftsgarten und Landschaftspark, um 1770 und erste Hälfte 19. Jahrhundert, samt Einfriedung, Heckentheater, Treppenberg und weiteren Einbauten 19. Jahrhundert (wie sogenanntes Teehaus oder Spielhaus, neugotische Familiengruft, Grabmal des Staatsministers Christoph Albrecht von Seckendorff etc.) | D-4-74-168-1 | weitere Bilder |
| Am Schlossberg 4 (Standort)                      | Altes Schulhaus                                      | zweigeschossiger Walmdachbau, massiv, verputzt, 19. Jahrhundert | D-4-74-168-9 | BW             |
| Am Schlossberg 6 (Standort)                      | Pfarrhaus                                            | zweigeschossiger, verputzter Massivbau, mit Schopfwalmdach, 19. Jahrhundert | D-4-74-168-2 | Pfarrhaus      |
| Am Schlossberg 8 (Standort)                      | Evangelisch-lutherische Pfarrkirche St. Bartholomäus | Bartholomäuskirche, Saalbau mit Satteldach und Chorturm mit Spitzhelm, massiv und verputzt, 1519 geweiht, 1848/49 (dendro. dat.) Langhaus unter Wiederverwendung der spätmittelalterlichen Konstruktion von 1512/13 (dendro. dat.) im Stil der Neogotik erneuert; mit Ausstattung | D-4-74-168-3 | weitere Bilder |
| Dürrbachstraße 11 (Standort)                     | Stadel                                               | verputzt, Satteldach mit Fachwerkgiebel, bezeichnet 1833 | D-4-74-168-4 | BW             |
| Kirchenstraße 6 (Standort)                       | Katholische Pfarrkirche St. Peter und Paul           | Saalbau mit Satteldach, eingezogenes Altarhaus, Dachturm mit Spitzhelm über dem Giebel, Sandsteinquaderbau, spätklassizistisch, 1841/42; mit Ausstattung | D-4-74-168-5 | weitere Bilder |
| Steinweg 10 (Standort)                           | Bauernhof                                            | erdgeschossiges giebelständiges Wohnhaus mit Fußwalmdach, verputzt, Fachwerkgiebel, erste Hälfte 19. Jahrhundert; Fachwerkstadel und Backhaus mit Satteldächern, 18. Jahrhundert | D-4-74-168-6 | BW             |